# Садовый (Ульяновская область)
Садовый — посёлок в составе Малохомутёрского сельского поселения Барышского района Ульяновской области.

## География
Находится на расстоянии менее 1 километра на северо-запад по прямой от северо-западной границы районного центра города Барыш.

## История
В 1990-е годы работало отделение СПК «Луговой».

## Население
Население составляло 54 человека в 2002 году (59 % русские, 28 % чуваши), 56 по переписи 2010 года.